# Сінгу Мін
Сінгу Мін (бірм. စဉ့်ကူးမင်; 10 травня 1756 — 14 лютого 1782) — м'янманський правитель у 1776—1782 роках.

## Життєпис
Старший син Тадомінсо, князя М'єду. Народився 1756 року в Аві, отримавши ім'я Мін Єгла. Згодом отримаву володіння місто Сінгу, внаслідок чого став зватися Сінгу Мін. 1763 рокуйогобатько ставновим правителем під ім'ям Сінб'юшин. Пізніше СінгуМін був призначений спадкоємцем, всупереч волі засновника династії Алаунпаї.
1776 року після смерті батька за підтримки військовиків, насамперед свого тестя Магатхіхатхура, зійшов на трон, прийнявши тронне ім'я Магадгаммаязадіяза. Водночас наказав вбити потенційних претендентів на трон — трьох своїх зведених братів у 1776 році, стрийка Ам'їн Міна — у 1777 році, який повинен був спадкувати трон відповідно до заповіту Алаунпаї. Він вислав інших можливих претендентів — трьох дядьків, що залишилися, і двох двоюрідних братів. Стрийка Бадон Міна відправив під наглядом до Сікайну.
Наказав повністю вивести війська з Чіангмаю, відмовившись від цієї провінції на користь держави Тонбурі. Це було викликало настроями частини знаті, що не бажала продовження активної зовнішньої політики. До цього були об'єктивні чинники — тривалі війни з 1752 року визнажили населення й економіку. Зацим поступово став зменшувати війська та звільняти полководців, зокрема 1777 року — свого тестя, з донькою якого розлучився (1778 року за наказом правителя її було втоплено у річці). Зацих обставин у нього не було сил для примушення до покори держав В'єнтьян і Луанг-Прабанг, які з 1778 року перестали сплачувати данину. Разом з тим зменшення військового тягаря сприятливо позначилося на відродженні внутрішнього господарства країни. Лише в Маніпурі намагався зміцнити владу, але 4 рази його васалів виганяли. Втративши 20 тис.вояків він не домігся міцного панування там.
На початку лютого 1782 року Сінгу Міна було повалено внаслідок заколоту родича — Пхаунки, який захопив владу ймовірно за підтримки Магатхіхатхури.